# Whatley (Alabama)
Whatley es un lugar designado por el censo (en inglés, census-designated place, CDP) ubicado en el condado de Clarke, Alabama, Estados Unidos. Según el censo de 2020, tiene una población de 167 habitantes.

## Geografía
La localidad está ubicada en las coordenadas 31°38′47″N 87°42′39″O / 31.64639, -87.71083. Según la Oficina del Censo de los Estados Unidos, tiene una superficie total de 3.34 km², correspondientes en su totalidad a tierra firme.

## Demografía
Según el censo de 2020, hay 167 personas residiendo en Whatley. La densidad de población es de 50,00 hab./km². El 59.88% de los habitantes son blancos, el 34.13% son afroamericanos, el 0.60% es asiático y el 5.39% son de una mezcla de razas. Del total de la población, el 0.60% es hispano o latino.